# Цитомед
Закрытое акционерное общество "Медико-биологический научно-производственный комплекс «Цитомед» (ЗАО "МБНПК «Цитомед») — российская фармацевтическая компания, специализирующаяся на лекарственных средствах, содержащих пептидные соединения. Разрабатывает и производит лекарственные препараты, используемые в педиатрии, урологии и дерматологии. Офис компании расположен в Санкт-Петербурге. Производственные площадки находятся в Санкт-Петербурге и в Финляндии.

## История
Фармацевтическая компания ЗАО "МБНПК «Цитомед» основана в 1989 году.
В 2012 году завершено строительство завода «Cytomed Oy» в Финляндии. Объём инвестиций в проект составил около 15 млн евро.
В 2016 году завершено строительство завода в Особой Экономической Зоне «Новоорловская» в Санкт-Петербурге и начаты работы по лицензированию новой производственной площадки. Объём инвестиций в проект на данном этапе составляет более 1 млрд рублей.

## Завод в Санкт-Петербурге
С 2008 года производственная площадка находится на Васильевском острове. Территория производства — 1,2 тыс. м². На заводе выпускаются готовые лекарственные формы: сироп, порошок, капсулы, суппозитории, спрей, крем, а так же фармацевтические субстанции: «Тимоген», «Простатилен», «Имихимод», «Цинка аргинил-глицинат».
С 2013 года ЗАО "МБНПК «Цитомед» ведёт строительство нового завода на участке площадью 0,75 га в Особой Экономической Зоне «Новоорловская» на севере Санкт-Петербурга.[значимость факта?]

## Завод в Финляндии
В 2012 году завершено строительство завода «Cytomed Oy» в Финляндии в посёлке Рауха муниципалитета города Лаппеенранта. В 2013 году завод прошёл первую инспекцию со стороны финского Агентства по безопасности и развитию в области фармацевтики (Fimea) на соответствие требованиям правил надлежащей производственной практики Евросоюза (EU GMP) и получил лицензию и сертификат GMP на производство капсул. В настоящее время[когда?] завод выпускает лекарственный препарат «Цитовир-3». В планах компании перенос на финскую площадку производства лекарственного препарата «Простатилен».